# Dictyla echii

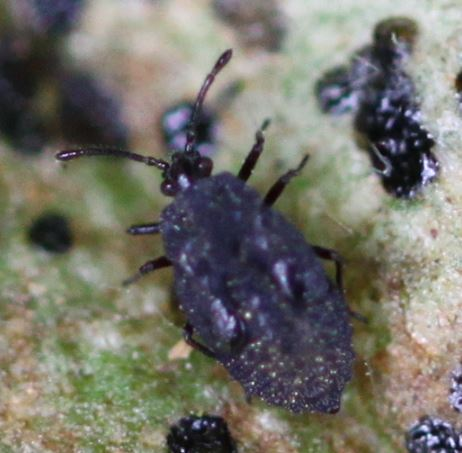
Larve

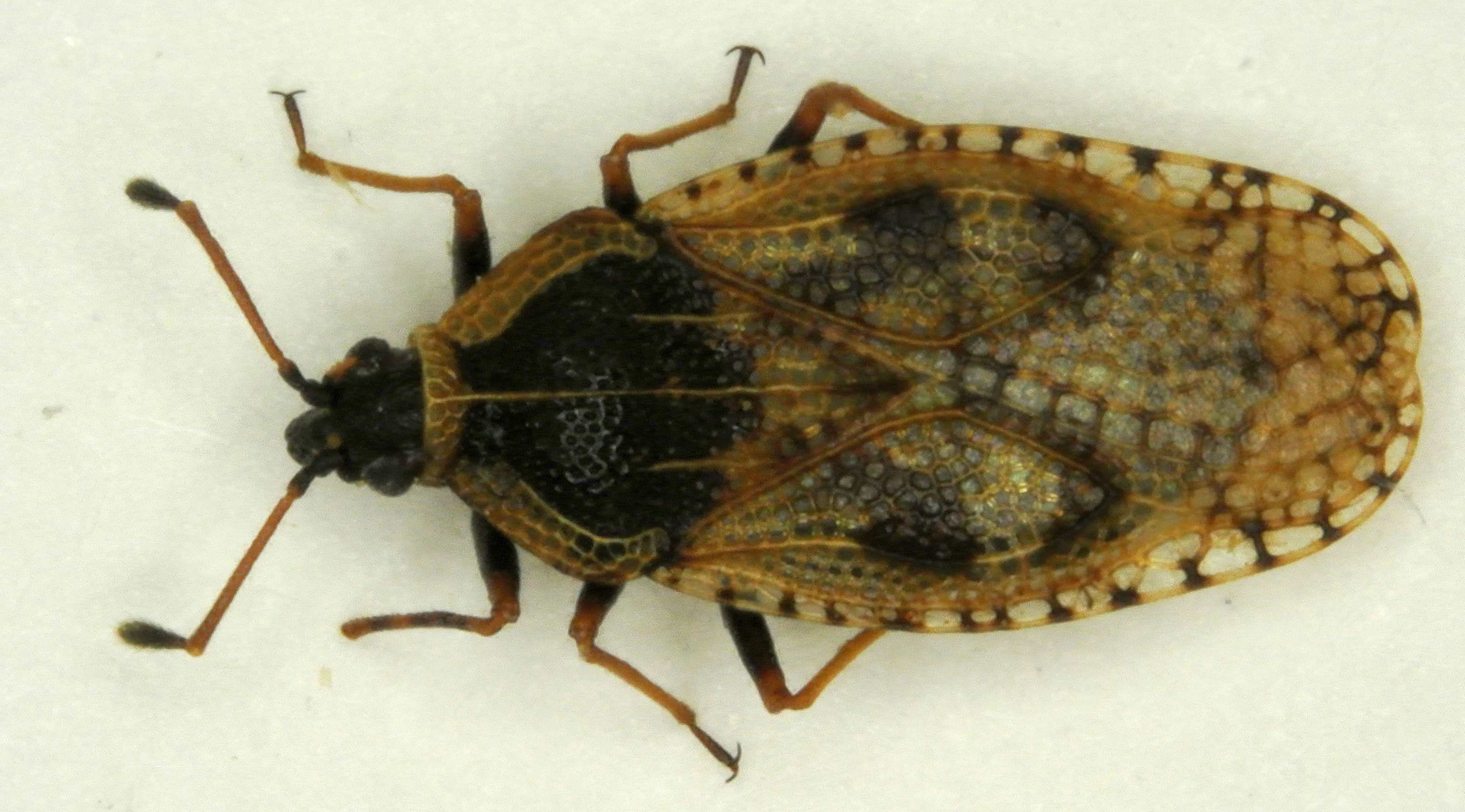
Präparat aus der Zoologischen Staatssammlung München

Dictyla echii, auch Natternkopf-Netzwanze genannt, ist eine Wanzenart aus der Familie der Netzwanzen.

## Verbreitung
Die Art ist in ganz Europa und im Mittelmeerraum sowie in Nordafrika und in weiten Teilen von Asien verbreitet. Außerdem wurde die Art nach Nordamerika eingeschleppt. In Deutschland und Österreich ist D. echii fast überall verbreitet und kommt stellenweise auch mit vielen Individuen vor. In den Alpen kommt die Art bis 1.200 m Höhe vor.

## Merkmale
Die Art ist braun gefärbt, Kopf und Thorax schwarz, an den Hemielytren mit dunklen und weißen Flecken, basales Fühlerglied schwarz, die folgenden mehr oder weniger gelblichbraun, Fühlerende wieder schwarz. Die Art wird etwa 3,2 bis 3,8 mm lang.

## Lebensweise
Die Wanzen leben vor allem auf Gewöhnlichem Natternkopf (Echium vulgare), daher der Artname, aber manchmal auch an anderen Raublattgewächsen (Ochsenzungen (Anchusa), Hundszungen (Cynoglossum), Beinwell (Symphytum)). Die Wanzen schädigen die Wirtspflanzen, wenn sie in größerer Anzahl vorkommen, und sie könnten vielleicht zur Bekämpfung von eingeschleppten Echium-Arten verwendet werden.
Diese Netzwanzen überwintern als adulte Wanzen zwischen den eingetrockneten Grundblättern ihrer Wirtspflanzen oder in der Bodenstreu und zwischen Borkenschuppen. Im Frühling kopulieren die Tiere. Die Eier werden in kleinen Gruppen in die Blätter der Wirtspflanzen gelegt. Im Juni oder Juli sind die Larven zu finden. Im Sommer kann eine zweite Generation folgen, in Mittelmeerländern gibt es teilweise drei Generationen im Jahr.

## Systematik
Von der Art sind insgesamt drei Unterarten beschrieben: Dictyla echii nigricans (Hoberlandt, 1943), Dictyla echii rufina (Seidenstücker, 1954) (Syrien und Türkei), sowie die Nominat-Unterart Dictyla echii echii (Schrank, 1782) (Afrika, Europa und Nordasien außer China).